# Nikopol (Ukrajina)

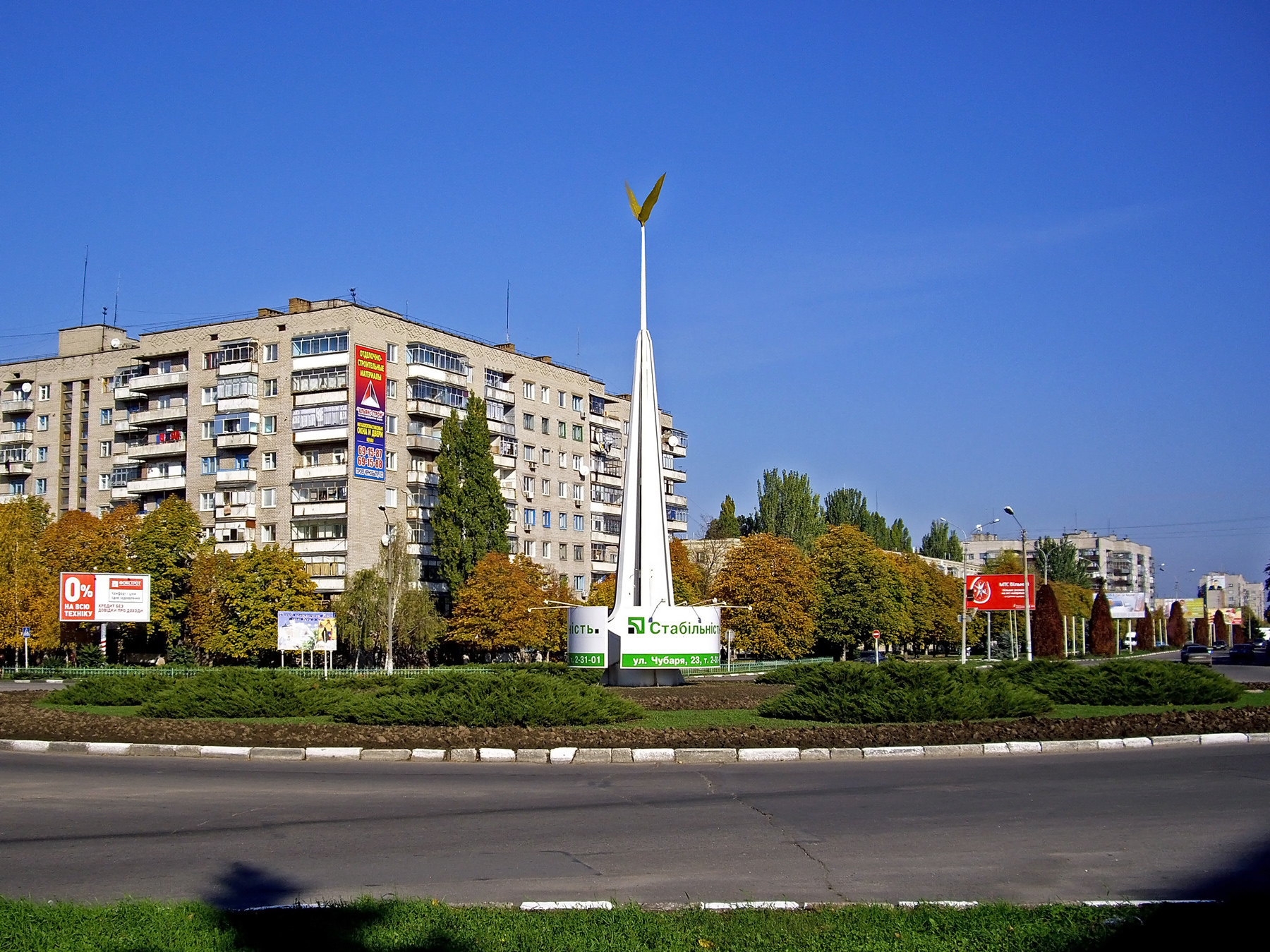
V centru města stojí památník Niké, bohyně vítězství

Nikopol (ukrajinsky Нікополь, rusky Никополь) je město na jižní Ukrajině na břehu Dněpru vzedmutého Kachovskou přehradou. Administrativně spadá pod Dněpropetrovskou oblast, přestože leží blíže Záporoží; je sídlem samostatného rajónu, do administrativně-teritoriální reformy v červenci 2020 bylo městem oblastního významu. Nikopol leží na hlavní silnici a železniční trati spojující průmyslové oblasti Donbasu, Záporoží a Kryvyj Rih.
Původně kozácká osada je městem od roku 1782, název byl v souladu s dobovou módou vytvořen z řeckých slov nika (vítězství) a polis (město). Největší rozvoj prodělalo ve 20. století s příchodem průmyslu. Od roku 1989 však počet obyvatel klesl ze 158 000 na 127 500 v roce 2007 až na nynějších přibližně 105 tisíc obyvatel.